# إراستوس سنو
إراستوس سنو (بالإنجليزية: Erastus Snow)‏ هو قسيس مسيحي أمريكي، ولد في 9 نوفمبر 1818 في سانت جوهانسبوري في الولايات المتحدة، وتوفي في 27 مايو 1888 في مدينة سولت ليك في الولايات المتحدة.